# ناتالي كيروين
ناتالي كيروين (بالإنجليزية: Natalie Kerwin)‏ هي دراجة نيوزيلندية، ولدت في 15 يناير 1991.

## وصلات خارجية
- ناتالي كيروين على موقع الاتحاد الدولي للدراجات (الإنجليزية)
- ناتالي كيروين على موقع إحصائيات الدراجات الإحترافية (الإنجليزية)